# Scaptesyle luzonica
Scaptesyle luzonica là một loài bướm đêm thuộc phân họ Arctiinae, họ Erebidae.